# Fan Tchunpi
Fan Tchunpi ou Fang Junbi (chinês: 方君璧; pinyin: Fāng Jūnbì; 1898–1986), foi uma artista chinesa conhecida por suas pinturas com pincel e tinta no estilo tradicional guóhuà. Treinada em técnicas de pintura ocidentais enquanto vivia na França, seu trabalho é conhecido por sua combinação de elementos formais europeus e chineses. Chamada de "uma das mais importantes e prolíficas artistas chinesas da era moderna", seu trabalho foi tema de exposições retrospectivas no Hood Museum of Art, no Musée Cernuschi e no Fung Ping Shan Museum.